# Sananas
Sanaa El Mahalli, dite Sananas (prononcé en français : [sananas] ), née le 21 juin 1989 en Seine-Maritime, est une vidéaste web et influenceuse française d’origine marocaine spécialisée en conseils mode et beauté.

## Biographie

### Enfance et début
Sanaa El Mahalli grandit à Rouen. Elle décroche un BTS d'assistant manager. Encore étudiante, elle multiplie les petits boulots chez McDonald's, H&M, Promod ou encore Zara, où elle se découvre une passion pour la mode[réf. nécessaire].
Elle décide d'ouvrir sa chaîne YouTube en 2010, sous le nom de « Sananas2106 ». L'origine de son pseudonyme vient de son prénom "Sana" à l'endroit, et à l'envers, ajouté de son jour et mois de naissance.

### Carrière
La vidéaste produit des vidéos ayant pour thèmes la beauté et la mode et atteint le million d’abonnés en avril 2016.
Elle atteint les deux millions d'abonnés en janvier 2018 et les trois millions en novembre 2020.
Elle participe au premier salon des youtubeuses modes et beauté en 2016, le "Get Beauty", qui réunit à Paris environs 70 d'entre elles.
Fin 2016, elle est choisie comme ambassadrice YouTube aux côtés des vidéastes Coline et Hervé Cuisine.
En 2017, elle monte les marches du festival de Cannes. Sananas vient avec les équipes de l'Oréal ainsi que de Dior, avant d'assister au film 120 battements par minute de Robin Campillo.
En 2017, Sananas anime une émission nommée MakeUp Squad qui a été lancé par la marque Maybelline.
Cette émission, produite par Webedia, mettait en scène quatre influenceuses qui donnaient leur opinion sur différents produits de beauté.
Le contenu des vidéos MakeUp Squad était disponible en direct sur des plateformes en ligne telles que YouTube et Facebook.
C’est en 2021 que Sananas atteint 3,2 millions d’abonnés sur YouTube. Elle compte aussi plus de 2 millions d’abonnés sur Instagram.
En 2024, l’influenceuse se trouve aussi sur l’application TikTok où elle publie des vidéos régulièrement. Sur ce compte, elle détient environ 1,2 million d’abonnés.

#### Collaborations
En 2015, Sananas devient la partenaire d’Aurore Paris pour sortir une collection de deux bougies et un coffret.
En avril 2016, la marque Yves Saint Laurent annonce sur son compte Instagram que la youtubeuse est leur nouvelle égérie. En février 2016, elle devient l'égérie de L'Oréal[réf. nécessaire].
La marque Thierry Mugler collabore avec Sananas en mars 2016, pour incarner leur parfum Alien.
En 2018, elle collabore avec la marque de beauté australienne Becca. Sananas a pu créer un highlighter personnalisé qui s’est vendu rapidement dès la sortie du nouveau produit.
Ensuite, dans la même année, elle collabore avec la marque Jewel Candle. L’entreprise crée des bougies contenant un bijou à l’intérieur.
En 2019, Sananas fait sa première collection en collaboration avec Sephora. Après un an de travail, la youtubeuse a créé du tout au tout une palette de fard à paupières de qualité, sorti en édition éliminée.
De plus, la youtubeuse fait un partenariat avec la gamme de vernis OPI. La collaboration inclut une trousse et trois vernis de la gamme Infinite Shine, choisie par l’influenceuse.
En 2020, Sananas fait une deuxième collection en partenariat avec Sephora. Cette fois-ci, elle a conçu deux palettes de maquillage inspirées de ses nombreux voyages et 14 pinceaux en poil synthétiques. Cette collection limitée, s’est vendu encore plus rapidement que la première, ce qui l’a émue.
L’influenceuse fait une collaboration avec la marque de prêt-à-porter britannique nommé Boohoo. En effet, en 2021, la compagnie de vêtements collabora avec Sananas pour choisir les morceaux de la collection du printemps.
Pour la collection des Jeux olympiques de Pandora de 2024, Sananas fait partie des modèles choisis pour mettre de l’avant les nouveaux bijoux. Puisque chaque influenceuse représentait une disciple sportive différente, Sananas, pour sa part, présentait la gymnastique.
Au début de l’année 2025, Sananas fait une collaboration avec la marque Erborian. En plus d’être une des ambassadrices de la marque, elle est l’égérie de leur nouveau produit pour le contour des yeux, le Skin Therapy Eye.

#### Sananas Beauty
Le 12 septembre 2018, elle lance sa propre marque de maquillage, Sananas Beauty.
En 2021, Sananas lance sa deuxième marque de maquillage, qu’elle nomme Otrera Beauty. Ayant appris de ses erreurs avec sa première marque Sananas Beauty, elle sort plusieurs gammes de produits cosmétiques.
Quelque mois plus tard, en 2022, elle annonce la fin de la marque à cause de problèmes de santé mentale.

### Vie privée
En 2019, à la suite de nombreux commentaires dénigrant sa relation qu'elle préfère préserver du grand public, Sananas décide de publier sur la plateforme Instagram un cliché avec l'homme qui partage sa vie.
Malgré cette photo, Sananas cache la réelle identité de son copain en le nommant John dans ces vidéos. Entre 2020 et le début de l’année 2021, les amoureux deviennent propriétaire d’une maison.

## Controverses

### Alimentation
En juin 2017, elle sort une vidéo expliquant son parcours nutritionnel. En expliquant son alimentation quotidienne composée de plats surgelés et de Coca Zero, la jeune femme s’attire les foudres d’internautes. Ils lui reprochent des placements de produits et de mettre en danger sa jeune communauté plus touchée par les troubles du comportement alimentaire (TCA). Après la demande d’internautes de suppression de la vidéo, la vidéaste a déclaré « qu’il s’agit de [son] expérience et qu’[elle n’était] pas nutritionniste ».

### Fausse grossesse
Le 18 janvier 2023, elle publie une photo sur son compte Instagram laissant penser qu'elle attend un enfant. Quelques heures plus tard, elle partage une échographie montrant un hamburger et révélant qu'elle n'est pas enceinte. Son objectif a été d'attirer l'attention des internautes sur l'« l’irrespect total et la curiosité malsaine » des personnes demandant à une femme si elle attend un enfant. Sur les réseaux sociaux, la forme du message est tant critiquées par certains que saluée par d'autres.

## Distinctions
| Année | Récompenses  | Catégories  | Nomination | Résultat   |
| ----- | ------------ | ----------- | ---------- | ---------- |
| 2022  | ForYouAwards | ForYou d'Or | Elle-même  | Nomination |